# 그워구프군

돌니실롱스크주 지도에 표시된 그워구프군의 위치

그워구프군(폴란드어: powiat głogowski)은 폴란드 돌니실롱스크주에 위치한 군으로 군청 소재지는 그워구프이며 면적은 443.06km2, 인구는 89,319명(2019년 6월 30일 기준), 인구 밀도는 200명/km2이다.
북동쪽으로는 루부시주 프스호바군, 동쪽으로는 구라군, 남쪽으로는 루빈군, 폴코비체군, 서쪽으로는 루부시주 자간군, 노바술군과 접한다. 6개 지방 자치체(1개 도시, 5개 농촌)를 관할한다.

군기
군 문장